# Heinrich I. von Zipplingen

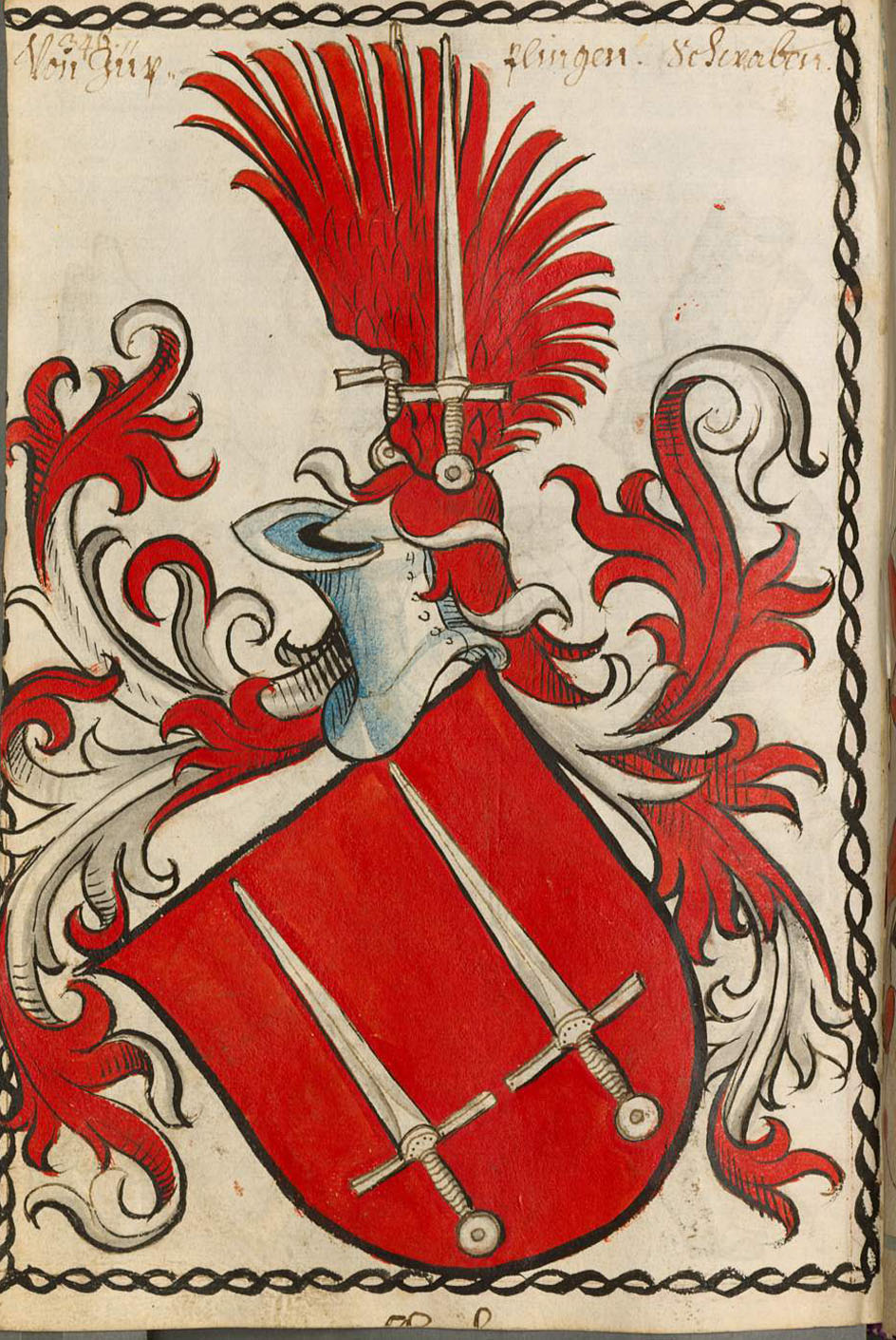
Familienwappen derer von Zipplingen nach dem Scheiblerschen Wappenbuch

Heinrich I. von Zipplingen († 15. September 1228) war Fürstbischof von Eichstätt von 1225 bis 1228.

## Leben
Heinrich I. stammte aus einem schwäbischen Dienstadelsgeschlecht. Das namensgebende Zipplingen ist heute Teil der Gemeinde Unterschneidheim im Ostalbkreis von Baden-Württemberg. Heinrich I. von Zipplingen trat zunächst als Augsburger und Eichstätter Domherr in Erscheinung, 1221 war er Domscholaster von Eichstätt. Seine Ernennung zum Bischof könnte aufgrund einer Berufung durch den Papst geschehen sein, für diese These spricht die Schuldenlast des Bistums, die Heinrich I. als Bischof zu einem großen Teil abtragen konnte. Mehrfach ist der Bischof auf Reisen belegt, er befand sich öfter im Gefolge des Königs. Besondere Anlässe, an denen er teilnahm, war u. a. die Hochzeit von Heinrich VII. mit Margarete von Babenberg. Nach der Ermordung Engelberts I. von Köln zählt man ihn zum Vormundschaftsrat des jungen Königs Heinrich VII. Bautätigkeiten an der Burg Mörnsheim verdanken 1225 ihre erste urkundliche Erwähnung. Ebenfalls 1225 nahm er an der von Herzog Ludwig I. von Bayern erzwungenen Resignation des Abtes Konrad von Scheyern teil und befand sich 1227 bei der Untersuchung des wegen Verschwendung angeklagten Freisinger Bischofs Gerold von Waldeck.